# ACN 코리아
ACN(Aid to the Church in Need)은 1947년 비오 12세 교황의 호소에 대한 응답으로 베렌프리트 판 슈트라텐(Werenfried van Straaten) 신부에 의해 설립된 원조기관으로 1984년 교황청에 의해 '국제적, 공적 신앙 단체'로 공인된 재단이다.
베니딕토 16세 교황은 ACN을 '우리 시대의 선물'이라 칭하여 전 세계에서 가장 영향력 있는 가톨릭 자선단체로 평가했고, 그의 재임 기간 중 2011년 12월에 ACN을 교황청 산하 재단으로 다시 한 번 공인하며 그 활동을 강조했다.
현재 독일 쾨니히슈타인(Königstein)에 있는 총사무국을 중심으로 각 나라에 지부를 두어 독립적으로 운영하며, 한국 지부는 세계에서 21번째, 아시아에서는 처음으로 지난 2015년 개설하였다. 매년 전세계 140여 국가에 있는 가톨릭교회를 통하여 성전 건립, 성직자 양성이나 생계지원 등과 같은 약 6천여 개 이상의 다양한 가톨릭 사목원조 사업을 진행하고 있다.
현재 한국지부의 지부장은 독일인 요하네스 클라우자(Johannes Klausa)가 맡고 있으며, 이사장은 염수정 추기경이다.
ACN은 박해받는 가톨릭 형제자매들을 위해 노력하며, 폭력이나 극심한 가난으로 고통받는 가톨릭 교회를 지원하고 가톨릭 교회의 쇄신을 위해 노력하는 것을 사명으로 하여 그러한 고통 중에 있는 교회의 이야기를 전파하고, 함께 기도하며 행동하는 것을 주요 활동으로 하고 있다.
2015년도 기준 총 124,124 유로의 후원금이 박해, 차별, 가난 등으로 고통받는 교회의 성전이나 수도원, 신학교 등의 건설과 미사예물, 성직자 양성이나 평신도 교육, 선교를 위한 이동수단 지원, 종교 서적이나 가톨릭 미디어 지원, 성직자 생계지원이나 기타 인도적 지원을 위하여 사용되었다.